# Gelenipsa
Gelenipsa és un gènere de lepidòpters ditrisis de la família dels noctúids (Noctuidae).